# 唐獅子株式会社
『唐獅子株式会社』（からじしかぶしきがいしゃ）は、小林信彦の連作短編小説シリーズ。警察の取り締まりを逃れるために出版・芸能などの多角経営に乗り出すヤクザ組織の奮闘がユーモラスに描かれる。本項では、これを原作とした日本のラジオドラマおよび日本映画についても説明する。
2016年12月にシリーズ全作が収録された『唐獅子株式会社（全）』がフリースタイルから刊行された。

## 唐獅子株式会社
シリーズ第1作『唐獅子株式会社』は、『別冊文藝春秋』1977年春号に発表され、以降同誌に10号続けてシリーズが連載された。
1978年に、シリーズ4作に、シリーズ外の短篇「雲をつかむ男」「雲をつかむ男ふたたび」「JELLIES（ジェリーズ）」を加えた単行本『唐獅子株式会社』が出版され、同年の第79回直木賞候補となった。
同年同社から刊行の単行本2巻『唐獅子惑星戦争』（からじしスター・ウォーズ シリーズ3作収録。他に短編「衰亡記」「中年探偵団」「横になった男」「甚助グラフィティ」を収録）、1979年同社から刊行の単行本3巻『唐獅子超人伝説』（からじしスーパーマン シリーズ3作収録。他に短編「わがモラトリアム」「親子団欒図」「おとなの時間」「家の中の名探偵」「鉄拐」「消えた動機」を収録）の収録作を含め、1981年に新潮文庫からシリーズ10作を収録した文庫本が刊行された。
- 唐獅子株式会社
- 唐獅子放送協会
- 唐獅子生活革命
- 唐獅子意識革命
- 唐獅子映画産業
- 唐獅子惑星戦争（からじしスター・ウォーズ）
- 唐獅子探偵群像
- 唐獅子暗殺指令
- 唐獅子脱出作戦
- 唐獅子超人伝説（からじしスーパーマン）

## 唐獅子源氏物語
上記のシリーズの続刊となる『唐獅子源氏物語』（新潮社刊行 1982年、新潮文庫、1986年）は、1980年から1982年にかけて『週刊サンケイ』および『小説新潮』に掲載されたシリーズ短編7作による短編集。
- 唐獅子選手争奪（からじしストーヴリーグ）
- 唐獅子渋味闘争
- 唐獅子異人対策
- 唐獅子電撃隊員（からじしレイダース）
- 唐獅子源氏物語
- 唐獅子紐育俗物（からじしニューヨーカーズ）
- 唐獅子料理革命

## ラジオドラマ
1978年、毎日放送で、横山やすしがダーク荒巻を演じるラジオドラマが放送された。
1982年3月にニッポン放送の番組「沢田研二劇場・夜はいいやつ」内で、沢田研二・横山やすし・世良公則・藤岡琢也の出演によるラジオドラマ『ドラマやでワレ!唐獅子株式会社』が放送された（全4回）。脚本は藤井青銅・演出は宮本幸一。藤岡が大親分役、沢田が黒田哲夫役、横山がダーク荒巻役、世良が原田役だった。また1983年12月14日にも同局の「ヤングパラダイス」内で放送された。
1983年7月には「唐獅子源氏物語」が毎日放送で放送され、横山やすしが、やはりダーク荒巻を演じた。
1992年にちくま文庫から刊行された小林信彦著『コラムは笑う』のP.70には、横山やすしがダーク荒巻を演じたラジオドラマは全部で5本あると書かれている。

## 映画（1983年版）
『唐獅子株式会社』（からじしかぶしきがいしゃ）は、1983年12月17日公開の日本映画。製作：東映東京撮影所。カラー、アメリカンビスタ（1.85:1）、102分。
原作者の小林は、原作（連作短編）の第四話「唐獅子意識革命」をベースに、さらに自身の長編『悪魔の下回り』の一部をはめこんで作られていると書いている。また、「唐獅子意識革命」そのものが1956年の映画『女はそれを我慢できない』にインスパイアされているとも書いている。

### ストーリー（1983年版）
大阪。須磨組組員のダーク荒巻は、対立する島田組組長を襲い、重傷を負わせて服役する。大阪刑務所を出所したダークは、組の看板が「唐獅子通信社」に掛け変わっていることに驚く。かつての組長で「社長」となった須磨は、組を表向き出版社に鞍替えしたことを明かし、正業によって自活する道をダークに説く。また須磨は、芸能事業へ進出する目標をぶち上げて「唐獅子芸能社」を新設、自身の愛人・ひとみをレコードデビューさせるよう命じる。ダークは「新入社員」で音楽の心得がある原田とともに、ひとみを芸能界への登竜門であるテレビの歌謡コンテスト番組に出場させるべく特訓を図る。
復讐の機会をうかがう島田組が、番組出演のため上京したダーク・ひとみらを監禁するが、辛くも脱出し、番組の本番に間に合う。ひとみはコンテストで優勝し、やがて人気歌手となる。島田組は次にひとみの暗殺を図ったため、ひとみはダークとともに逃げ惑うが、須磨組・島田組の抗争を捜査していた大阪府警の警部補・栗林が危機を救い、ひとみをかくまう。
栗林は妻を失い、男手ひとつで6人の子供を育てていた。ひとみは栗林家の家事を取り仕切るようになる。ヤクザによるマネジメントによってひとみの将来が閉ざされることを案じたダークは、栗林にひとみとの再婚をすすめる。ひとみが栗林と結婚するという報告を若頭・黒田から受けた須磨は、悔しさのあまり自邸で暴れる。

### キャスト（1983年版）
- ダーク荒巻（須磨組組員・元ボクサー）：横山やすし
- 黒田哲夫（須磨組若頭）：伊東四朗
- 原田（須磨組組員・元ピアニスト）：桑名正博[6]
- 伊吹ひとみ（歌手志望のホステス）：甲斐智枝美
- 黒田ひろ子（大阪のバーのママ）：佳那晃子
- 幾野夕子（ダークの妹）：風祭ゆき
- 朱美（東京のクラブのママ）：中島ゆたか
- 須磨輝子（須磨の長女）：斉藤ゆう子
- 馬六（須磨組組員）：荒勢
- 幾野功（夕子の夫・居酒屋店主）：岡本信人
- 看護婦A：山田スミ子
- 山口哲次（コンテスト番組の審査員）：小野ヤスシ
- 石倉（島田組組員）：安岡リキヤ
- 赤いネクタイの男（偽ダーク）：島田紳助
- ビデオ男優：明石家さんま
- 須磨安輝（須磨の長男）：木村一八
- 相原：南方英二（チャンバラトリオ） ※クレジットのみで出演なし
- 看守：山根伸介（チャンバラトリオ） ※クレジットのみで出演なし
- 村越：伊吹太郎（チャンバラトリオ） ※クレジットのみで出演なし
- 純平：結城哲也（チャンバラトリオ） ※クレジットのみで出演なし
  - チャンバラトリオの出演シーンがない事情については後述。
- 島田清太郎（島田組組長）：遠藤太津朗
- 御影池（島田組組員）：阿藤海
- 佐川（須磨組組員）：高品正宏
- 砧（島田組組員）：田口計
- 戸張（島田組組員）：成瀬正

- コンテスト番組の司会者：夏木ゆたか
- 小森和彦（番組プロデューサーでコンテスト番組の副審査員）：深水三章
- 医者：出光元
- コンテスト番組の審査員：石井愃一
- 首沢薫（コンテスト番組のオカマの審査委員長）：なぎら健壱
- 古河（須磨組組員）：奈辺悟
- 島田組組員A：庄司三郎
- 須磨組組員A：須賀良
- 須磨組組員B：清水照夫
- 大男の運転手：高月忠
- 須磨組組員：城春樹
- 須磨組組員：小山昌幸
- 村添豊徳
- 斉藤四郎
- 高野隆志
- 看守：山浦栄
- コンテスト参加者A：田中浩二
- ビデオ女優：吉宮君子
- コンテスト参加者B：上田由紀
- 看護婦B：吉田みどり
- 理髪店女店員A：小泉ゆか
- 理髪店女店員B：山本あゆみ
- 理髪店女店員C：直井里奈
- 君嶋宣仁
- 栗林の長女：鈴木亜矢
- 栗林の長男：斉藤高廣
- 栗林の次女：松本和佳子
- 栗林の次男：石井寛之
- 栗林の三男：宮本大典
- 栗林の三女：仙田麻子
- ロックバンド：ダンステリア

- 山本譲二：本人 ※クレジットはないが、エンドロールで山本の歌が流れる
- 栗林警部補：杉浦直樹
- 須磨義輝（須磨組組長）：丹波哲郎

### スタッフ（1983年版）
- 監督：曽根中生
- 企画：天尾完次
- 原作：小林信彦（文芸春秋社刊、新潮文庫刊）
- 脚本：内藤誠、桂千穂
- 構成：笠原和夫
- プロデューサー：井上眞介、木村政雄、林信夫

- 撮影：鈴木耕一
- 録音：川島一郎
- 照明：梅谷茂
- 美術：今保太郎
- 音楽：甲斐正人
- 助監督：田中雄二
- 編集：西東清明
- 音響効果：原尚
- 音楽事務：新井明美
- 記録：勝原繁子
- 製作調整：山田光男
- 装置：開米慶四郎
- 背景：植田義明
- 美粧：武藤佳子
- 美容：石川靖江
- 衣裳：福崎精吾
- 装飾：岡万雄
- 演技事務：鎌田賢一
- 宣伝担当：松田仁、荒井一弥、西嶋光弘、藤沢正博
- スチール：関谷嘉明
- 擬斗：西本良治郎
- 刺青：毛利清二
- 水中撮影：中村征夫
- 進行主任：酒井喬二

- 現像：東映化学
- カー・スタント：高橋レーシング
- 協力：神戸ポートピアランド
- 衣裳協力：フーフォレー
- 製作協力：吉本興業株式会社
- 音楽プロデューサー：高桑忠男、石川光
  - 協力（音楽）：アロー・エース
- 主題歌：山本譲二「ローリング・ストーン」（作詞：秋元康 作曲・編曲：後藤次利 キャニオン・レコード）
- 挿入歌：
  - 甲斐智枝美「唐獅子ロック」（作詞：森由里子 作曲：後藤次利 編曲：甲斐正人）
  - 甲斐智枝美「坂津の夜は泪色」（作詞：須磨義輝 作曲・編曲：甲斐正人）
  - 唐獅子ブルースバンド「惚れたお前は大阪の女」（作詞：石原信一 作曲：桑名正博 編曲：唐獅子ブルースバンド）

### 製作（1983年版）

#### 映画化まで
小説の発表当時から熱狂的なファンがおり、早くから映画化が望まれていたが、映画化までは紆余曲折を経た。1978年に文藝春秋から単行本が出た後、まず、前田陽一が映画化を希望。小林信彦に直接打診し、小林は前田の知り合いでもあり、小林から「どうぞ」と承諾をもらった。前田は高田純、荒井晴彦の三人でシナリオを作成。小林原作の持ち味を活かした日本映画ではかなり本格的なスラップスティック・コメディにしたつもりで、三人の相当の自信作であったが、松竹が反対し頓挫した。この経緯を高田純が『月刊イメージフォーラム』からの「日本の喜劇映画について原稿を書いてくれないか」という依頼に『唐獅子株式会社』が何故中止になったかを書いた方がより喜劇であるという非常にひねくれた原稿を書き、小林を激怒させた。この高田と小林のケンカに監督の前田陽一は「映画が出来なくなったのは高田のせいだ、余計なことを書いた」と高田を見捨てようとした。荒井晴彦は「シナリオライターの力で原作者のクレームを押し返せるかどうかは監督によると思う。一緒に組んでケンカしてくれる監督か、逃げる監督か。ほとんどの監督が逃げる。一番弱いライターに全部責任が来る。映画になるまでに何人のライターが馘になってるか、世間では分からないから。死屍累々と闇から闇へ死んでいく」などと話している。荒井は後に「パロディとしてなら書けるけど、ヤクザ映画のシナリオは、もうあの時代には駄目でした。それはやはり『仁義なき戦い』のせいでしょう。笠原和夫さんが自分でやって自分で墓を掘ったんだと思います」なと話している。
その後小林は忙しく映画化は版元の文藝春秋に任せていた。1978年の秋までに別に八社(八口)から映画化の申込みが文藝春秋にあり、岡本喜八や山本晋也からの申込みがあった。同年秋の終わりに東映セントラルフィルムの黒澤満プロデューサーが長谷川和彦と文春本社を訪れ小林と面談し、小林も文春サイドもその場で映画化を了承した。長谷川は『青春の殺人者』で賞を独占し勢いがあったし、小林は作品も東映向きと考えていたため安心して東映に預けた。ところが東映セントラルからの連絡は一向になく、1979年の2月に小林の方から長谷川に電話したら、長谷川から「自分で脚本を書いている」といわれた。小林は脚本は笠原和夫が適任と考えていたが、笠原から「もう自分はヤクザのヤの字も見たくない、ヤクザ映画は一切やりたくない」といわれた。長谷川が脚本に煮詰まってるんじゃないかと予想した通り、そのうち、長谷川が沢田研二主演で映画(『太陽を盗んだ男』)を作るという話が小林に聞こえ、小林が腹を立てキャンセルした。日本では小説の映像化を制作会社と交渉するようなエージェントはおらず、作家がそれをやっていては大変だし、出版社の担当も別の仕事もあって忙しいし、迷惑もかけられないと文春と相談し、熱心だった岡本喜八と他とはもう交渉しないという紳士協定を結び原作を二年間預けた。岡本はシナリオを書いていたが、そのうち『英霊たちの応援歌 最後の早慶戦』（1979年）に取り掛かり、キャンペーンでアメリカへ行ったりし、あっという間に二年が過ぎ、1981年春に白紙の状態に戻った。
白紙に戻る直前にキネマ旬報ベスト・テンのパーティで小林と会った渡瀬恒彦が「是非やりたい」と言うので、小林は渡瀬に預けたつもりで渡瀬の自宅で、小林とまた前田陽一と松竹関係者が集まり相談したが、これもなかなか進行せず。事情を聞いた笠原が「お困りなら力になりましょう」と言ってくれたので、小林が「全面的に脚本を書いてもらえないか」と頼み、笠原に下駄を預けた状態になった。すると今度は渡瀬のマネージャーが身を退きたいと言い出した。小林は日本の映画界のいい加減さに嫌になって映画化の意欲を無くし、打診は全て断ろうと決意していたが、原作が新潮文庫に行き、新潮社の担当から「来た話は聞けばいいじゃないですか」となだめられ、大阪に仕事に行ったとき、『プレイガイドジャーナル』の編集長で『ガキ帝国』（1981年）のプロデューサーでもあった林信夫から「協力します」と言われ、再び映画化の情熱が湧いた。それなら東京側のプロデューサーとして『キネマ旬報』の黒井和男編集長に頼もうと笠原と会いにいったが、黒井がさほどノッてくれないので諦め、小林、笠原、林の三人で進めることにした。先述のラジオドラマが1982年3月に放送され、小林が笠原に収録したテープを送っていて1982年の5月か6月頃、やるかやらないか、はっきりケジメをつけようと集まったとき、そのラジオドラマの話が出て、小林が「黒田役には若いけど沢田研二に話してみるのはどうかな」と言ったら笠原が「横山やすしを中心に考えよう」と言い、「横山やすしが行動するごとに"何かが起きる"というのが話題を作っていく。メジャーの昔の映画づくりは、そういうものだ」と話し、小林は笠原の先見の明に感心した。しかし当時漫才ブームは沈静化に向かっていたとはいえ、横山やすし・西川きよしは超売れっ子でスクジュールはビッシリ。単純に横山やすし一人だけで頼むことが可能なのかという問題があり、断られるだろうと予想し、林が段取りをして小林が横山に会おうとホテルの部屋を予約していたら、横山から「家に来てくれ」と言われ、「まだ下話だからホテルへ来て欲しい」と言ったら「ワシのうちへ来られへんのか」と言うので、横山宅へ行き「映画化が本決まりになったら、あなたは乗ってくれるか」と聞いたら「乗る」と確約をもらった。また笠原からの情報で、東映の天尾完次プロデューサーが興味を持っているという話になり、まもなく横山が東京に出てきたとき、フジテレビで小林と笠原、林、横山、天尾と木村政雄の六人で会い、天尾が企画を通すと話した。しかし意外にすぐに企画にOKが出ず、横山もイライラしていたが『久米宏のTVスクランブル』が1982年10月から始まり、横山の人気がさらに高まったところで1983年4月、ようやく正式に東映本体(東映東京撮影所)での製作が決まった。
しかし岡田茂東映社長は、1984年2月号の『映画ジャーナル』（現・月刊文化通信ジャーナル）のインタビューで「いま、すべてぼくが映画を製作するかどうかを決めているわけだが、いち早く企画の良否を決めることがポイントなんですね。そうしないと冗費があっという間に増えちゃう。ちょっとほっておけば、シナリオつくりましたとか、すぐ500万～600万のカネが飛ぶんですよ。そこで、これはやる、これはやらんと、戸口でパッパッと決めちゃいますから、プロデューサーも年に一本もやらんのが出て来ますが、それでいいんですよ。このジャッジというのはぼくの長い間の製作経験と感性でやるものですからゴチャゴチャ言わせない。企画見ただけで大体どういう作品になるか分かりますよ。『唐獅子株式会社』...よし、分かった、やれと即断ですよ。横山やすしが条件で、製作費はここまで...という形ですね。いま、来年の夏ぐらいまでの作品は決めました」と述べている。天尾完次は岡田の懐刀ともいわれた人なので、直接、天尾から岡田社長に企画が提出されものと見られるが、天尾が企画を通すと言ったのは1982年の6月か7月と見られ、そこから1983年4月の映画化決定まで10ヶ月近くかかっており、企画をまとめるにしても製作の決定までが遅すぎる。天尾は『スパルタの海』（1983年）を西河克己監督と作る前に、同じく西河と作ろうとした『生きてんかあちゃん』という企画を岡田に蹴られており、岡田への信頼が低下していたのかもしれない。また東映は1980年代に入って正統的なヤクザ映画は全然作らなくなっていて、1982年10月30日公開の『制覇』が三年ぶりぐらいのヤクザ映画で、荒井晴彦の言うように正統的なヤクザ映画と見なされ企画が通らなかったのか、『制覇』は岡田社長が「乾坤一擲の勝負作」と話すほど力が入っていたため、『制覇』の成績を見て判断しようとなったのか、この間の事情は分からない。小林は「最初の単行本が出て五年半、文庫が出て二年半、いろいろあったけれど、一番いい形になったんじゃないかと思います。笠原さんのアイデアから始める連繁プレーが非常にうまくいった珍しいケースじゃないですか」「ヒットして、とにかく続編が作れるといいな、とういうのが関係者みんなの希望なんです」と話した。

#### キャスティング
好評だったラジオドラマ同様、主演には原作の小林も太鼓判を押した横山やすし。横山は映画初主演。小説での主役は黒田哲夫だが、映画はダーク荒巻が主役になった。イメージキャストは、ダーク荒巻：横山やすし、黒田：田中邦衛、原田：風間杜夫で、撮影は1983年9月末から11月初めまでを予定した(1983年9月半ばから撮影)。小説が発表された後、作家の間でイメージキャストは誰がいいかのような遊びがあり、筒井康隆が小林の本の推薦文に黒田：高倉健、原田：松方弘樹、ダーク荒巻：菅原文太を、『バラエティ』は黒田に成田三樹夫を推し、栗本薫は、黒田：鶴田浩二、原田：待田京介、ダーク荒巻：梅宮辰夫、栗林警部補は天知茂を推し、最初からほぼ皆んな、東映ヤクザ映画をイメージしていた。小林が小説を書き始めたとき、何となく主人公の"柄として"考えていたのは、室田日出男であったという。理由は「仁義なき戦いの舞台版」で、主人公の広能昌三役を演った室田の復員服姿の大きく淋しげな後姿が、いつまでも忘れられなかったからという。
横山は『バラエティ』のインタビューで、映画初主演に関して「そら、テレビとちごうて、映画は大変や。おまけに正月映画の主役やろ。こら、緊張せん方がおかしいで。まあ芸人としては最高のチャンスやし、勝負は賭けてまんねん。漫才はもう25年もやっとるけど、こっちは初めてみたいなもんやから、度胸とカンとキャリアだけでやったる、いう心境やね」、やくざ屋さんとも実際に多少お付き合いもあると聞きましたが、の質問に対しては「多少なんてもんやない。大分や。友だちぎょーさんおるで。みんな、映画出来たら見に行くで、というとるわ(笑)」、そういうお付き合いは、映画の中で役立っていますか、の質問には「そら、あるで。この映画ほどやなくても、だいたいどこの組織も"企業化"っちゅうのをやってる時代やさかい。いろいろアドバイスもしてくれる。"放免迎え"というのは、こういう風なんや、とか花会はこんなやでとか、環境的には、ワシは恵まれてると思うでえ(笑)」、ダーク荒巻役は原作者の小林さんのリクエストとか？、の質問には「小林さんに"あんたが出てくれたら映画がでけるのやけれども"と言われてな。ワシは、漫才には自信あるけど、他の芝居はようでけんとビビったんやけど、まあ以前ラジオでこの原作やったことあったんや。それで気に入ってくれたらしくて」、この映画で、こういう"やすし"を見て欲しいというのはありますか？、の質問には「ワシは来年40歳やけど、今のワシらと同世代の人間は、ようけストレスたまってると思うんや。ところが、ワシみたいにいまだに中年暴走族みたいにやたら元気がっとるのもおるわけや。そやから、そういう連中に、カツを入れるいうか、元気出さんかい、という気持ちで演っとるわけや」などと答えた。またボートの選手権でアメリカに行った際に、日本で買うと1億円はする飛行機を5200万円で購入し(月光号と命名)、代金の一部を映画のギャラで補うと話した。『ロードショー』の取材では「大阪じゃ、極道もんの友達がぎょーさんおってな。"姉ちゃんビール5本"って注文すると大ビンが4本に小ビンが1本出て来てしまうやつがおるんや。つまり本数を示した手でな。小指が半分しかないのや」などと話した。
横山の相棒・桑名正博と組長の丹波哲郎は、小林が天尾プロデューサーに希望したキャスティング。横山と桑名のコンビでブルース・ブラザースを目指すとしていた。新人歌手・伊吹ひとみ役に直前に公開された『逃がれの街』で女優開眼と評された甲斐智枝美が、丹波扮する親分の娘役にセブンイレブンのCMで人気があった斉藤ゆう子が扮する。他に吉本興業の芸人も大挙出演している。

#### 監督選定
天尾プロデューサーが岡田東映社長に、東映の主だった監督の名前を挙げたが、どの監督の名前を出しても首を縦に振らないから、ヤケになって「曽根中生はどうだ」と言ったら「よしそれで行こう」と日活の曽根の監督起用が決まった。天尾は曽根の『“BLOW THE NIGHT!”夜をぶっとばせ』（1983年）を評価していた。天尾が曽根にオファーを出したときは、横山やすし主演の他、キャスティングは全部決まっていたという。曽根は原作について「本はやっぱり小林さんのものですよね。その須磨義輝という親分の存在が"小林信彦"の世界そのものですから...(笑)、それだけで充分じゃないですかと、僕は思うんですね。親分の存在そのものが、日本映画における"ギャグ"なんです。映画全体が、親分の恐怖政治で、それが最後に出し抜かれる...非常によくできた構成だと思いましたね、ホンをもらったとき」と述べている。

#### 脚本
映画化が正式決定後、小林、天尾、笠原、木村で東映の脚本家の常宿である西荻窪の旅館「木村館」に集まり打ち合わせ。曽根は「構成に笠原が入っているのは、話を無茶苦茶にすると評判の悪い自分に"直してくれるなよ"と天尾が曽根を牽制するため」と話しているが、小林は「笠原さんは時間的に忙しくて無理と言われ、後に桂千穂と内藤誠が脚本に決まったが、どんな話にするかというストーリーを決めるところまでは笠原さんが噛んでいて、基本ラインが決まったところで笠原さんの手を離れた」と述べている。曽根、桂、内藤が参加したのは1983年4月の終わりで、小林と笠原が曽根に初めて会ったのは1983年6月という。4月の終わりから脚本に取り掛かり、桂がフランク・タシュリン監督のアメリカ映画『女はそれを我慢できない』 （1956年）をベースに話をまとめようと提案。『女はそれを我慢できない』は『唐獅子株式会社』に似ていた。また東映から「ドタバタ喜劇にするな」と要請があり、シチュエーション・コメディの線で脚本が作られた。プロデューサーの天尾が「ここで女を泣かせて、愁嘆場を押して押して押しまくれ。そうすればお客も泣くんだ」のような東映流の古い作劇術を持っていて、桂は「それが東映の力が落ちた原因だと思う」と述べている。内藤誠は天尾と合わず、途中でいなくなったという。その後の準備稿、決定稿（撮影台本）に対しても小林は意見を述べ、かなり手直しがあった。

#### 撮影
横山やすしは台本はまったく読まなかったと話している。「自分が勝手に考えて芝居を作って、中身をこわすよりも、全く白紙の状態で入ってきて、監督さんにその都度聞いてその場で芝居を作ってやってる方がええ。肌で覚えた方がええ。2本目、3本目に出る時には、そのやり方だけではダメやろうけど」などと話していた。横山はケンカのシーンはたいてい一発OKが出ても、セリフが入るとNGを連発し、何度も演技指導を受けた。横山の長男・木村一八が本作で映画デビューしたが、一八が可愛くて仕方がないやすしは、自身の演技は棚に上げて、一八がトチるとスタッフに迷惑をかけたらいけない、と監督より先に叱り、熱心な演技指導を行った。一八は「将来芸人になる」と言っていたという。曽根は横山について「いやもう、希有なキャラクターなんじゃないですかね。とにかく、出ずっぱりなんですよ。ふつう、そんなことはありえない。主役というのは、いいとか悪いとか、お膳立てができたところへ悠々と現れるものだから...のべつ出ていたら観客がいいかげん飽きちゃうんです。ところが、うまいのかヘタなのか分からないけど(笑)、とにかく、保つんですこれが、あるときはちょっと面白がらせ、あるときはちょっと感動させ、一時間四十三分"保つ"という...これは、すさまじいことなんじゃないですかねえ」などと評し、「横山が持っている瞬間湯沸かし器みたいな、瞬間的な演技を生かす、流れを作らない演出をした」と述べている。アドリブは一切ないという。

#### 撮影記録
1983年9月15日～11月中旬の3ヵ月までの大半が東映東京撮影所でのスタジオ撮影。横山は劇場は勿論、テレビのレギュラー番組だけで9本あるため、撮影は週3日で、トータル30日。それも午前中だけとか夜だけも多かった。期間中、ボートのレースには3日出た。撮影の中盤、1983年10月5日から数日、大阪と神戸でロケ。大阪は10月7日、ミナミの法善寺横丁、高島屋、新大阪駅前、天満警察署前。ロケを見物する人も多く、「あっやすしや」の声が飛び、ミナミは横山が19歳のとき、練り歩いた街で「凱旋みたいな気分や。やっぱりオレの街という気がして気持ちええわ」とゴキゲンだった。黒田役の伊東四朗には「おしんのお父さんや」の声が飛んだ。神戸ロケは異人館通り、トアロード、神戸ポートピアランドなど。他に撮影終盤に半日、よみうりランドでもロケがあった。映画で確認出来るのは他に歌舞伎町一番街（横山・桑名・甲斐の3人が島田組に監禁され外へ逃げ出すシーン）。神戸異人館通りで横山と甲斐が島田組に追われ、神戸港の湾内に逃げ、横山が実際にボートを操縦するシーンがある。但しこのボートを敵の船にぶつける危険なスタントはスタントマンがやっている。エンドロールは横山・桑名・伊東・荒勢の4人で心斎橋筋などを練り歩く。

#### チャンバラトリオの出演シーンについて
クレジットにチャンバラトリオの名前があり、脚本に横山やすしと刑務所で絡む長い件があったが、くだらないと曽根が全部オミットし撮影もしなかったと後年自身で語っている。ただし、小林信彦の『天才伝説。横山やすし』には、週刊誌依頼の撮影見学でこの場面に遭遇したとあり、檻ごしに見えるフィルターが装着されたカメラ、横山と結城哲也が撮影の合間にかわす雑談など、かなり細かく記述されている。

#### 備考
ラスト近くの「坂津音楽祭」なるイベントでは、ホールを貸し切り観客を入れて撮影しているが、ドラマ中程で「第7回スーパースターコンテスト」なる新人オーディションのような歌番組の生放送があり、横山やすしと敵対する島田組の組員がスタジオに乱入してきたため、横山と桑名正博がスタジオの外に出ると思いっきり映画の撮影所（東映東京撮影所）内で、歌番組の生放送はホールかテレビ局でしか有り得ず、このシーンは凡ミスと見られる。

#### 宣伝
当時扇ひろ子が、暴力団の親分と一緒にバクチに興じてマスメディアに袋叩きに遭ったが、当時はまだ暴力団との付き合いが明るみに出ても致命的にはならず。石原プロモーションも1983年の忘年会の案内状に「総長・石原裕次郎、組長・渡哲也、代貸・小林正彦…」というシャレを書いて受け取った人をギョッとさせた。東映でも本作の宣伝の一環で〈唐獅子通信〉なる小冊子を作り、この中に「組員募集」なるコーナーを設け、「あなたも唐獅子株式会社で働きませんか? 黙っているだけでコワそうに見える方…くさいメシを食わされたりすることさえガマンすれば、あとは天国ですよ」などと呼びかけた。

#### 興行
当初は1984年の正月第二週の公開を予定したが、1983年12月17日に封切りされ、1984年の1月13日まで上映された1984年の正月第一週映画となった。天尾プロデューサーは「トラック野郎」の再来を期してシリーズ化したいと構想していたといわれ、横山も真剣に取り組んでいたという。
劇場公開時の同時上映作品は台湾・香港合作映画『ドラゴン特攻隊』（監督：チュー・イェンピン、製作・主演：ジミー・ウォング、出演：ジャッキー・チェン他）。当初は同じジャッキー・チェン主演の『成龍拳』を予定していたが、テーマが仇討ちということなどから正月に合わないという理由で『ドラゴン特攻隊』に変更された。

### 評価
横山の評判は悪くはなかったが、配給収入で8億円はいくと思われていた数字には若干及ばず、7.8億円に留まった。このためシリーズ化はなくなったという。　
小林は笠原から「脚本も悪いが演出もメリハリがなくて悪いねと言われた」と話している。笠原は「横山やすしはいい。スターの要素が大いにある」と評価し、「続編の脚本は俺が書く」と言っていたといい、横山やすしも試写で感激して泣き、「第二弾、第三弾とやりたい」と意欲を燃やしていたといわれる。曽根は「これ言うと身も蓋もないけど桂千穂の脚本が悪いね。私がそれを直す時間がなかったんですよ。横山やすしのスケジュールがびっしり詰まっていましたし、丹波哲郎、伊東四朗、みんな分刻みのスケジュールでね」などと話している。桂は「天尾プロデューサーとしては、曽根さんには日活でやった『嗚呼!!花の応援団』（1976年）のタッチを望んでいたんですね。でも上手くやれなかった。畑が違うと、こうも違うのかって感じでした。僕は曽根さんとは四本一緒にやってるんだけど、結局最初の『熟れすぎた乳房 人妻』（1973年）だけですね、ちゃんとやれたのは」、「小沼勝監督の『金曜日の寝室』（1978年）なんかは200枚ぐらいを3日ぐらいで書かされて、これじゃつまんない映画になると諦めていると監督の手腕で面白くなったりする。逆に『唐獅子株式会社』なんか4ヵ月もかけて、しまいには旅館で寝ないで5枚、10枚っていうふうに渡しても、皆さんの評判は悪かったし、自分は要求されたものを書いた。これで文句があるかっていう感じのシナリオなんですけどね。だからシナリオっていうのは分からないですよ、本当に。みんなプロデューサーとライターの合作ですから。だんだん貯金も失くなってきてね。いいサゼッションをたくさんしてくれるプロデューサーと仕事をしたいです」などと話している。
岡田東映社長は「最終配収は8億円に届くんじゃない。9千万円ぐらい儲かりますよ、完全に及第点だな。みると、関西、九州のローカル（映画館）がよく稼いだ。意外な数字を出して来てますよ。劇場の諸君も頑張ったんだな。（本作の併映は『ドラゴン特攻隊』だったが）関西はダメだと思ったら併映作品を知らん顔して平気で差し替えるんですよ。最初から準備してます。この妙味ですよ。それやってくれた方がいいんですよ。劇場で手残りなきゃ仕様がないですからねえ。客が来なかったら、配給がバカだと批判してりゃ済むというのじゃ、何のために劇場を預かっているのか意味ないですよ」などと話している。

### 影響
横山やすしと曽根中生はウマが合い、1988年に『フライング 飛翔』を製作した。

### ネット配信
- YouTube「toei Xstream theater」より、2022年7月29日21:00から同年8月12日21:00まで無料配信が行われた。

## 映画（1999年版）
『新唐獅子株式会社』（しん からじしかぶしきがいしゃ）は、1999年2月20日に公開された日本映画。監督の前田陽一の遺作である。カラー、アメリカンビスタ（1.85:1）、91分。
前田の久々の劇場映画であったが、クランクイン1週間後になって入院し死去した。その後の現場は、前田に師事していた南部英夫・長濱英孝両監督が引継ぎ、無事完成・公開された。

### キャスト
- 黒田哲夫：赤井英和
- 荒川蘭子：つみきみほ
- 宮島：永島敏行
- 須磨義輝：室田日出男
- 二階堂：麿赤兒
- ダーク荒巻：山本竜二
- 江崎：菅田俊
- 原田：榊原直哉
- 小沢明日香：三原麻衣子
- ヤスオ：内田岳志
- ミノル：荒川賢一
- 権藤：星野晃
- 関口：小林すすむ
- レッドダストの客：橘雪子
- 出張ソープの女：西田ももこ
- リリーフカーの女：佐々木ユメカ

### スタッフ
- 原作：小林信彦
- 監督：前田陽一
- 協力監督：南部英夫、長濱英孝
- 脚本：前田陽一、北里宇一郎
- 撮影：満井坦彦
- 美術：山崎輝
- 照明：小中健二郎
- 録音：土屋和之
- 編集：菊池純一
- 衣装（デザイン）：堂地勝己、丹雄二
- 助監督：玉利祐助
- 企画：岡田裕（アルゴ・ピクチャーズ）
- 製作者：山地浩
- プロデューサー：千葉善紀、細谷隆広、伊藤直克
- 製作・配給：ギャガ・コミュニケーションズ